# 3072
3072（三千七十二、さんぜんななじゅうに）は、自然数また整数において、3071の次で3073の前の数である。

## 性質
- 3072は合成数であり、約数は1, 2, 3, 4, 6, 8, 12, 16, 24, 32, 48, 64, 96, 128, 192, 256, 384, 512, 768, 1024, 1536, 3072である。
  - 約数の和は8188。
  - 760番目の過剰数である。1つ前は3066、次は3078。
- 592番目のハーシャッド数である。1つ前は3070、次は3075。
  - 12を基とする55番目のハーシャッド数である。1つ前は3036、次は3108。
- 3072 = 210 × 3
  - n = 10のときの2n × 3とみたとき1つ前は1536、次は6144。
  - 2つの異なる素因数の積で p 10 × q の形で表せる最小の数である。次は5120。
- 素因数に2と3が含まれるN進法では、逆数は有限小数になる。
  - 例：1/22120(6) = 0.0000231043(6)、1/1940(12) = 0.00069(12)
- 約数の和が3072になる数は7個ある。(1302, 1778, 1905, 2139, 2387, 2681, 2921) 約数の和7個で表せる14番目の数である。1つ前は2700、次は3348。
- 自分自身の約数の積が自分自身の11乗になる最小の数である。1つ前の10乗は240、次の12乗は360。（オンライン整数列大辞典の数列 A03680）
- 各位の和が12になる213番目の数である。1つ前は3063、次は3081。